# Harry Potter i Czara Ognia (ścieżka dźwiękowa)
Harry Potter i Czara Ognia – ścieżka dźwiękowa do filmu o tej samej nazwie, nakręconego na podstawie książki J.K. Rowling. Jest to pierwsza kompozycja napisana przez Patricka Doyle’a do serii Harry Potter. Muzykę do poprzednich trzech filmów napisał John Williams. Album został wydany 15 listopada 2005 roku.

## Lista utworów
1. „The Story Continues” – 1:31
2. „Frank Dies” – 2:12
3. „The Quidditch World Cup” – 1:52
4. „The Dark Mark” – 3:27
5. „Foreign Visitors Arrive” – 1:30
6. „The Goblet of Fire” – 3:23
7. „Rita Skeeter” – 1:42
8. „Sirius Fire” – 2:00
9. „Harry Sees Dragons” – 1:54
10. „Golden Egg” – 6:11
11. „Neville's Waltz” – 2:11
12. „Harry in Winter” – 2:56
13. „Potter Waltz” – 2:19
14. „Underwater Secrets” – 2:28
15. „The Black Lake” – 4:38
16. „Hogwarts' March” – 2:47
17. „The Maze” – 4:44
18. „Voldemort” – 9:39
19. „Death of Cedric” – 1:59
20. „Another Year Ends” – 2:21
21. „Hogwarts' Hymn” – 2:59
22. „Do the Hippogriff” – 3:39
23. „This Is the Night” – 3:24
24. „Magic Works” – 4:02